# Ana Diamond
Ana Diamond (även känd som Ana-Diamond Aaba Atach (persiska: آنا دایموند eller آنا دیاموند), född i augusti 1994, är en tidigare iransk-finsk och numera (sedan 2019) brittisk politiker, forskare och människorättsaktivist. Hon är en av grundarna till organisationen FAAST – The Families Alliance Against State Hostage Taking som grundades i New York i september 2019.

## Uppväxt och utbildning
Diamond föddes 1994 i Teheran, Iran som enda dotterdotter till Ayatollah Gholamreza Hassani(en), som beskrivits som en av de mest radikala företrädarna i det islamiska Iran och i den shia-muslimska världen. Släkten på hennes pappas sida har brittiskt ursprung.
Diamond var bara barn när hon flyttade till Helsingfors i Finland och fick därmed både iranskt och finskt medborgarskap. Hon gick sedan i Ressun Peruskoulu och flyttade senare till London där hon studerade film och teologi vid King's College London. Hon tog examen 2019 med högsta betyg.

## Gripande och rättsprocess
Diamond reste till USA som en del av ett utbytesprogram vid University of California, Santa Barbara, och studerade där en termin innan hon 2014 reste på en pilgrimsresa till Israel. Hon dokumenterade den fredliga samexistensen mellan judiska, kristna och muslimska boende i de gamla stadsdelarna av Jerusalem, vilket blev ett av de påstådda bevis som senare användes av islamiska revolutionsgardet för att påvisa hennes spioninsatser för MI6 och Mossad.
Den 10 january 2016 arresterades hon tillsammans med sina föräldrar efter att under 500 dagar haft reseförbud och inte fått lämna Iran, och utsatts för omfattande förhör av det islamiska revolutionsgardet. Diamond tillbringade omkring 200 dagar i isoleringscell i 2-Alef IRGC säkerhetsavdelning i Evinfängelset. Diamond överfördes under en tid till en allmän avdelning med andra kvinnliga politiska fångar, inklusive Narges Mohammadi och Atena Farghadani(en). Vid denna tid var Diamond den yngsta kvinnliga fången i Evin-fängelset, och en av få med utländskt medborgarskap som tvingades genomgå jungfrutestning och skenavrättning. Diamond har beskrivit sin behandling som förnedrande och tortyrliknande.
Till skillnad från andra inhemska politiska säkerhetsfångar fick hon sitt fall prövat vid den speciella religiösa domstolen ( دادگاه ویژه روحانیت )  tack vare sin högprofilerade familjebakgrund. Hennes åklagare var Ebrahim Raisi, som senare ställde upp som motkandidat i 2017 års presidentval i Iran mot president Hassan Rouhani. Diamond dömdes för spioneri för "fientliga regimers säkerhetstjänster, inklusive MI6, CIA, Mossad med flera" samt för hädelse. Hennes tidigare engagemang i politiska ungdomsförbund i Storbritannien och som talesperson för  Conservative Future, samt foton av henne tillsammans med framstående politiker som Boris Johnson och Janet Napolitano, användes för att presentera henne som en särskild rådgivare för det konservativa partiet, och som en MI6- och CIA-spion. Domstolen fann henne skyldig och dömde henne till döden.

## Frigivning och hälsoproblem
Diamond frigavs i augusti 2016 mot en borgen på över $130 000. Hon placerades i husarrest som skulle vara i 10 år, men detta blev upphävt och alla anklagelser drogs tillbaka 2017. Hon lämnade Iran med ett tillfälligt pass i maj 2018 och återvände till London. Den konservativa tidningen Kayhan och den militäre befälhavaren Javad Karimi-Ghodousi hävdar att frigivningen av Diamond och hennes familj skett som resultat av hemliga förhandlingar mellan den dåvarande utrikesministern Boris Johnson och de iranska myndigheterna.
Diamond har efter sin återkomst till Storbritannien talat öppet om de psykologiska trauma såväl som somatiska hälsoproblem som hon åsamkats under sin fängelsevistelse. Bland annat fick hon allvarliga störningar i hjärtrytm, för vilket hon inom ett år tvingades genomgå två hjärtoperationer.
Hon har efter detta blivit en av grundarna till organisationen FAAST – The Families Alliance Against State Hostage Taking tillsammans med Richard Ratcliffe, Nazanin Zaghari-Ratcliffes man, Jason Rezaian, och Nizar Zakka. Organisationen lanserades 2019 vid den 74:e United Nations General Assembly i New York.